# Хэрроу, Дэн
Дэн Хэрроу (наст. имя Стефано Зандри; род. 4 июня 1962, Нова-Миланезе, Италия) — итальянский певец и фотомодель.

## Биография
С семи лет Дэн Хэрроу увлекался игрой на фортепиано и гитаре, но серьёзные проблемы с английским языком приводили к трудностям в общении со сверстниками.
Фотогеничность, отличная физическая форма и большое желание быть связанным с шоу-бизнесом привели к тому, что Мануэль стал фотомоделью, а сотрудничество с итальянскими композиторами и продюсерами Мики Черегатто и Роберто Туратти, приносит Дэну оглушительный успех в музыкальной сфере в середине 1980-х. Псевдоним Den Harrow (Дэн Хэрроу), под которым исполнитель выпустил более 30 синглов и 3 студийных альбома, был образован от итальянского слова «динар» — мелкая разменная монетка.
Первый сингл певца «To Meet Me» был выпущен в 1983 году и остался незамеченным публикой. Первой значимой работой артиста стал релиз «Mad Desire», достигший 15 строчки чартов Италии, а с 1985 года началось постепенное восхождение Дэна на музыкальный Олимп — его синглы «Bad Boy», «Future Brain»,  «Charleston» и «Catch the fox» становятся популярными у слушателей и входят в ТОП-20 некоторых европейских стран.
Первый альбом Дэна «Overpower», выпущенный в том же 1985 году, приносит ему успех в Швеции и Швейцарии. В 1986 году Хэрроу удостаивается престижной награды немецкого музыкального журнала Bravo — Серебряный Отто, а годом позже завоевывает Золотой Отто, оттеснив Майкла Джексона на второе, а Рика Эстли на третье место.
Чуть позже вокруг имени Дэна Хэрроу разгорается настоящий скандал — в прессе стали появляться разоблачительные статьи свидетельствующие о том, что певец поёт под фонограмму. Том Хукер — студийный певец, чей голос звучал на альбомах Overpower и Day by Day — отказывается от дальнейшего сотрудничества с продюсерами Дэна, озвучив планы о записи сольного альбома с символичным названием «Help Me!». Именно поэтому голос на третьем альбоме Хэрроу отличается от предыдущих - за него начинает петь Энтони Джеймс (Anthony James).
Чтобы реанимировать свое имя и доказать, что он тоже может петь, Дэн усиленно занимается вокалом и выпускает синглы «Ocean» (1991), «All I Want Is You» (1992) и  «Real Big Love», не имеющие коммерческого успеха. Лишь синглу «You and the Sunshine» подняться до 7 строчки хит-парадов в Испании. В последовавших за синглами альбомах «I, Den» (1996) и «Back from the Future» (1999) Хэрроу также исполняет песни самостоятельно, в том числе перепевая старый материал, но это не приносит певцу сколь-либо значимого внимания публики, несмотря на то, что «I, Den» продюсирует Мауро Фарина (Mauro Farina), известный по работе с Radiorama.
В последние годы Дэн с переменным успехом гастролирует по Европе (в том числе выступил на фестивале «Дискотека 80-х» в Москве в 2007 году).
В 2012 году Дэн Хэрроу публично признал, что никогда сам не исполнял композиций, с которыми выступал в период своего головокружительного успеха в середине 1980-х.

## Возвращение
В 2021 году Дэн Хэрроу решил вернуться в музыкальную карьеру, после отказа Амадеуса в его участии на песенном конкурсе Сан-Ремо 2021. В апреле 2021 года был опубликован на многих цифровых площадках сингл "Always", в мае того же года был организовал конкурс на его официальной странице фейсбука о создании ремиксов для этого сингла, 8 из которых обретут статус официальных ремиксов и будут включены в желтый винил ограниченного тиража в 500 копий. Готовится создание последнего англо-язычного альбома, чтобы завершить на этом свою карьеру, исполняя песни своим голосом, выбрав свою новую команду для записи и публикации материалов. Далее возможно помощь в развитии других артистов, их продюсирование и т.п. В продолжении исполнять песни Den Harrow не заинтересован.

## Дискография

### Студийные альбомы
| Overpower            | - Released: 1985 - Label: Baby Records, Ariola - Formats: CD, Cassette, LP | —  | 29 | 20 | Tom Hooker    |
| Day by Day           | - Released: 1987 - Label: Baby Records, Ariola - Formats: CD, Cassette, LP | 13 | 25 | 4  | Tom Hooker    |
| Lies                 | - Released: 1988 - Label: Baby Records, Ariola - Formats: CD, Cassette, LP | 63 | —  | —  | Anthony James |
| "—" в чарты не попал |                                                                            |    |    |    |               |

### Компиляции
| The Best Of          | - Released: 1989 - Label: Baby Records, Ariola - Formats: CD, Cassette, LP | 18 | Tom Hooker и Anthony James |
| I Successi           | - Released: 1999 - Label: D.V. More Record - Formats: CD, Cassette, LP     | —  |                            |
| "—" в чарты не попал |                                                                            |    |                            |

### Альбомы с записанными заново композициями и новые песни
| Название             | Детали                                                               | Позиция в чартах | Вокал      |
| -------------------- | -------------------------------------------------------------------- | ---------------- | ---------- |
| I, Den               | - Released: 1996 - Label: S.A.I.F.A.M. - Formats: CD, Cassette, LP   | —                | Den Harrow |
| Back from the Future | - Released: 1999 - Label: Do It Yourself - Formats: CD, Cassette, LP | —                | Den Harrow |

## Синглы
| Название                                                           | Год  | Позиция в чартах | Позиция в чартах | Позиция в чартах | Позиция в чартах | Позиция в чартах | Позиция в чартах | Альбом               | Вокал          |
| Название                                                           | Год  | ITA              | FRA              | GER              | SPA              | SWE              | SWI              | Альбом               | Вокал          |
| "To Meet Me"                                                       | 1983 | —                | —                | —                | —                | —                | —                | Внеальбомные синглы  | Chuck Rolando  |
| "A Taste of Love"                                                  | 1983 | —                | —                | —                | —                | —                | —                | Внеальбомные синглы  | Chuck Rolando  |
| "Mad Desire"                                                       | 1984 | 15               | —                | —                | —                | —                | —                | Overpower            | Silver Pozzoli |
| "Bad Boy"                                                          | 1985 | 3                | 17               | 20               | 10               | —                | 11               | Overpower            | Tom Hooker     |
| "Future Brain"                                                     | 1985 | 9                | 17               | —                | 6                | —                | 6                | Overpower            | Tom Hooker     |
| "Overpower" / "Broken Radio"                                       | 1985 | —                | —                | —                | —                | —                | —                | Overpower            | Tom Hooker     |
| "Charleston"                                                       | 1986 | 8                | 27               | 18               | —                | —                | 17               | Overpower            | Tom Hooker     |
| "Catch the Fox (Caccia Alla Volpe)"                                | 1986 | 7                | —                | 27               | 12               | 16               | 8                | Day by Day           | Tom Hooker     |
| "Day by Day Remix"                                                 | 1987 | 29               | —                | —                | —                | —                | —                | Day by Day           | Tom Hooker     |
| "Don't Break My Heart"                                             | 1987 | 8                | —                | 4                | —                | —                | 6                | Day by Day           | Tom Hooker     |
| "Tell Me Why"                                                      | 1987 | 15               | —                | 22               | —                | —                | 12               | Day by Day           | Tom Hooker     |
| "Energy Rain"                                                      | 1987 | —                | —                | —                | —                | —                | —                | Day by Day           | Tom Hooker     |
| "You Have a Way"                                                   | 1988 | 10               | —                | 56               | —                | —                | —                | Lies                 | Anthony James  |
| "Born to Love"                                                     | 1988 | 13               | —                | 45               | —                | —                | —                | Lies                 | Anthony James  |
| "Lies" / "I Wanna Go"                                              | 1988 | —                | —                | —                | —                | —                | —                | Lies                 | Anthony James  |
| "My Time" / "You Have a Way"                                       | 1988 | —                | —                | —                | —                | —                | —                | Lies                 | Anthony James  |
| "Holiday Night"                                                    | 1989 | —                | —                | 38               | —                | —                | —                | The Best Of          | Anthony James  |
| "Take Me Back"                                                     | 1989 | —                | —                | —                | —                | —                | —                | Внеальбомные синглы  | Anthony James  |
| "Ocean"                                                            | 1991 | —                | —                | —                | —                | —                | —                | Внеальбомные синглы  | Den Harrow     |
| "All I Want Is You"                                                | 1992 | —                | —                | —                | —                | —                | —                | Внеальбомные синглы  | Den Harrow     |
| "Real Big Love"                                                    | 1992 | —                | —                | —                | —                | —                | —                | Внеальбомные синглы  | Den Harrow     |
| "You and the Sunshine"                                             | 1993 | —                | —                | —                | 7                | —                | —                | Внеальбомные синглы  | Den Harrow     |
| "Take Me"                                                          | 1993 | —                | —                | —                | —                | —                | —                | I, Den               | Den Harrow     |
| "The Universe of Love"                                             | 1994 | —                | —                | —                | —                | —                | —                | I, Den               | Den Harrow     |
| "I Need a Lover"                                                   | 1995 | —                | —                | —                | —                | —                | —                | Внеальбомный сингл   | Den Harrow     |
| "Tomorrow Is Another Day"                                          | 1995 | —                | —                | —                | —                | —                | —                | I, Den               | Den Harrow     |
| "I Feel You"                                                       | 1996 | —                | —                | —                | —                | —                | —                | I, Den               | Den Harrow     |
| "Future Brain '98"                                                 | 1998 | —                | —                | —                | —                | —                | —                | Back from the Future | Den Harrow     |
| "Go Away"                                                          | 1999 | —                | —                | —                | —                | —                | —                | Back from the Future | Den Harrow     |
| "Don't Break My Heart (2001 Remixes)"                              | 2001 | —                | —                | —                | —                | —                | —                | Back from the Future | Den Harrow     |
| "Push Push"                                                        | 2006 | —                | —                | —                | —                | —                | —                | Внеальбомный сингл   | Den Harrow     |
| "—" релиз не попал в чарты либо по данной стране чарты недоступны. |      |                  |                  |                  |                  |                  |                  |                      |                |